# Gian Gastone de' Medici, Mare Duce de Toscana
Gian Gastone de' Medici (Giovanni Battista Gastone), (n. 23 aprilie 1671, Florența, Marele Ducat de Toscana – d. 9 iulie 1737, Florența, Marele Ducat de Toscana) a fost al șaptelea și ultimul Mare Duce de Toscana al Casei de Medici. A fost al doilea fiu al lui Cosimo al III-lea de' Medici, Mare Duce de Toscana și a soției lui, Marguerite Louise d'Orléans. Sora lui, Anna Maria Luisa de' Medici, i-a aranjat căsătoria cu Anna Maria Franziska de Saxa-Lauenburg, în 1697. Din păcate, Gian Gastone și-a disprețuit soția, și ea pe el. Din căsătorie nu au rezultat urmași.